# 湖山車站
湖山車站（日语：／ Koyama eki */?）是由西日本旅客鐵道（JR西日本）所經營的鐵路車站，位於日本鳥取縣鳥取市湖山町。本站是JR西日本山陰本線的沿線車站，屬於中國統括本部的管轄範圍內。本站除JR西日本所屬的客運車站之外也曾是日本貨物鐵道所屬的貨運車站，但2004年時貨運站廢站，改設立湖山貨櫃中心（湖山コンテナセンター），之後又再度於2006年時改名為湖山線外貨運站（湖山オフレールステーション，簡稱為「湖山ORS」）。

## 車站結構
本站為擁有2面2線的對向式月台，可進行列車交會的地面車站。

### 月台配置
| 月台 | 路線     | 方向 | 目的地         |
| ---- | -------- | ---- | -------------- |
| 1、2 | 山陰本線 | 上行 | 鳥取、濱坂方向 |
| 1、2 | 山陰本線 | 下行 | 倉吉、米子方向 |

## JR西日本
本站位於以鳥取市為中心的都會區範圍內，通過本站的快速列車「鳥取快車」大約有一半的車次會在此停靠。本站地處平原與丘陵地形的交界，其中往鳥取車站方向的地形平坦，但往鳥取大學前車站的方向則開始進入丘陵地帶，路線的縱坡度逐漸開始增加。站內的各項業務委託JR西日本的關係企業JR西日本米子Maintec（ジェイアール西日本米子メンテック）代為經營。

## JR貨物
車站客運站東側、湖山町東5丁目，緊鄰鳥取鐵道部鳥取車輛支部處，可以見到JR貨物所屬的線外貨運站、湖山ORS。該站每日有兩班往返的貨車，載運貨物駛往姬路貨運站（姫路貨物駅）。
湖山貨運站在2004年正式廢站，但早在1997年時貨運列車就已停駛，之後皆一直是以公路運輸的方式替代原本鐵路貨運業務結束之後所空出的貨運需求。

## 歷史
- 1907年（明治40年）4月28日 - 官設鐵道鳥取臨時車站（當時位於千代川左岸，與今日的鳥取車站位置不同）至青谷之間的延伸路段通車時，本站同時啟用，開始提供客運與貨運服務。
- 1909年（明治42年）10月12日 - 通過路線名稱確定，歸屬於山陰本線的一部份。
- 1974年（昭和49年）12月12日 - 貨運收發的業務轉由鳥取車站負責。
- 1987年（昭和62年）4月1日 - 日本國鐵分割民營化，湖山車站轉由JR西日本與JR貨物繼承、營運。
- 1997年（平成9年）10月1日 - 定期的貨運列車班次取消，改由公路貨運代為運輸。
- 2004年（平成16年）4月1日 - JR貨物湖山車站廢站，改設湖山貨櫃中心（湖山コンテナセンター）。
- 2006年（平成18年）4月1日 - 湖山貨櫃中心改名為湖山線外貨運站（湖山オフレールステーション）。

## 相鄰車站
※快速「鳥取Liner」（此站約半數程度停車）的相鄰停車站參見列車條目。
西日本旅客鐵道（JR西日本）
 山陰本線
鳥取－湖山－鳥取大學前